# Halina Winiarska

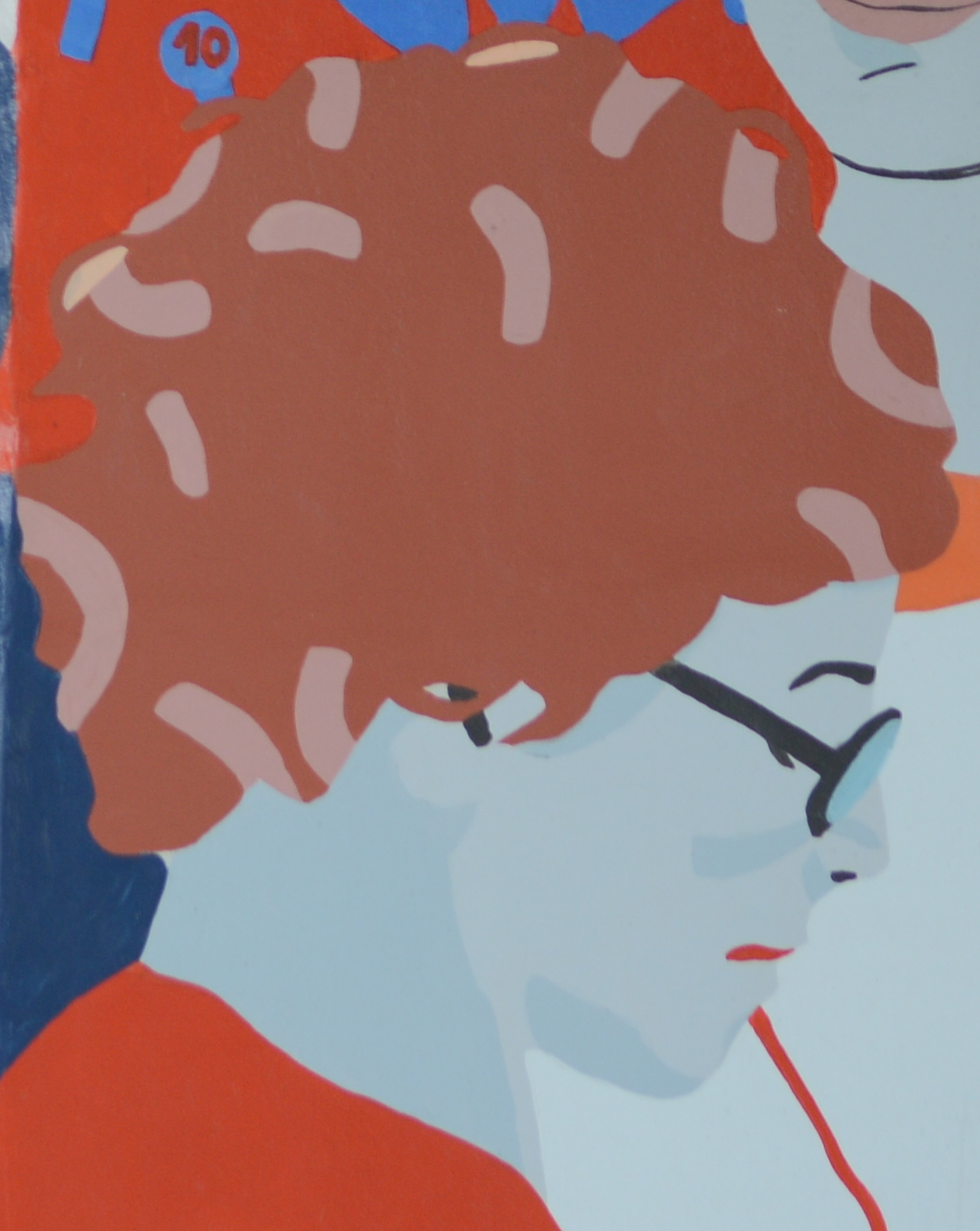
Wizerunek Haliny Winiarskiej na muralu „Kobiety Wolności” w Gdańsku

Halina Winiarska, właśc. Halina Stanisława Kiszkis (ur. 8 października 1933 w Chrzanowie, zm. 16 kwietnia 2022 w Kowalach) – polska aktorka teatralna, filmowa i telewizyjna, pedagożka, działaczka opozycyjna.

## Życiorys
Córka Władysława i Irmy. Absolwentka filologii polskiej na Uniwersytecie Jagiellońskim. W 1957 zdała aktorski egzamin eksternistyczny. W latach 1956–1958 występowała w Teatrze Dramatycznym im. Aleksandra Węgierki w Białymstoku, w latach 1958–1960 w Teatrze im. Wandy Siemaszkowej w Rzeszowie, w latach 1960–1963 w Lubuskim Teatrze im. Leona Kruczkowskiego w Zielonej Górze, w latach 1963–1966 w Teatrach Dramatycznych w Poznaniu. W latach 1966–2003 była aktorką Teatru Wybrzeże w Gdańsku. Prowadziła pracę pedagogiczną w Teatrze Muzycznym w Gdyni, studium aktorskim przy Teatrze Wybrzeże oraz w Biskupim Seminarium Duchownym w Gdańsku i Liceum Jezuitów w Gdyni.
W latach 1961–1981 należała do SPATiF-ZASP, w tym w latach 1979–1981 była członkinią Zarządu Głównego.
W sierpniu 1980 z grupą trójmiejskich aktorów wsparła występami strajkujących w Stoczni Gdańskiej. We wrześniu 1980 wstąpiła do NSZZ „Solidarność”, w tym od listopada 1980 była przewodniczącą Komitetu Zakładowego. Od grudnia 1980 w Komitecie Obrony Więzionych za Przekonania.
13 grudnia 1981 została internowana i osadzona kolejno w Strzebielinku, Bydgoszczy-Fordonie i Gołdapi. Zwolniona 19 stycznia 1982. W latach 1982–1988 występowała podczas mszy za Ojczyznę w gdańskich kościołach. Współorganizowała Tygodnie Kultury Chrześcijańskiej. W latach 1986–1994 należała do Prymasowskiej Rady Społecznej. W sierpniu 1988 występowała dla strajkujących w Stoczni Gdańskiej i Porcie Gdańskim. W 1989 była członkinią Komitetu Obywatelskiego „Solidarność” w Gdańsku.
Dwukrotnie zamężna. Po raz pierwszy z aktorem i dramaturgiem Zenonem Noconiem (1923–1992), po raz drugi od 29 czerwca 1963 z aktorem Jerzym Kiszkisem. Matka Krzysztofa (ur. 1954) i Joanny (ur. 1967).
Zmarła w Kowalach, pochowana 23 kwietnia 2022 w Alei Zasłużonych gdańskiego cmentarza Srebrzysko (rejon IV kwatera TAR I-2a-3).

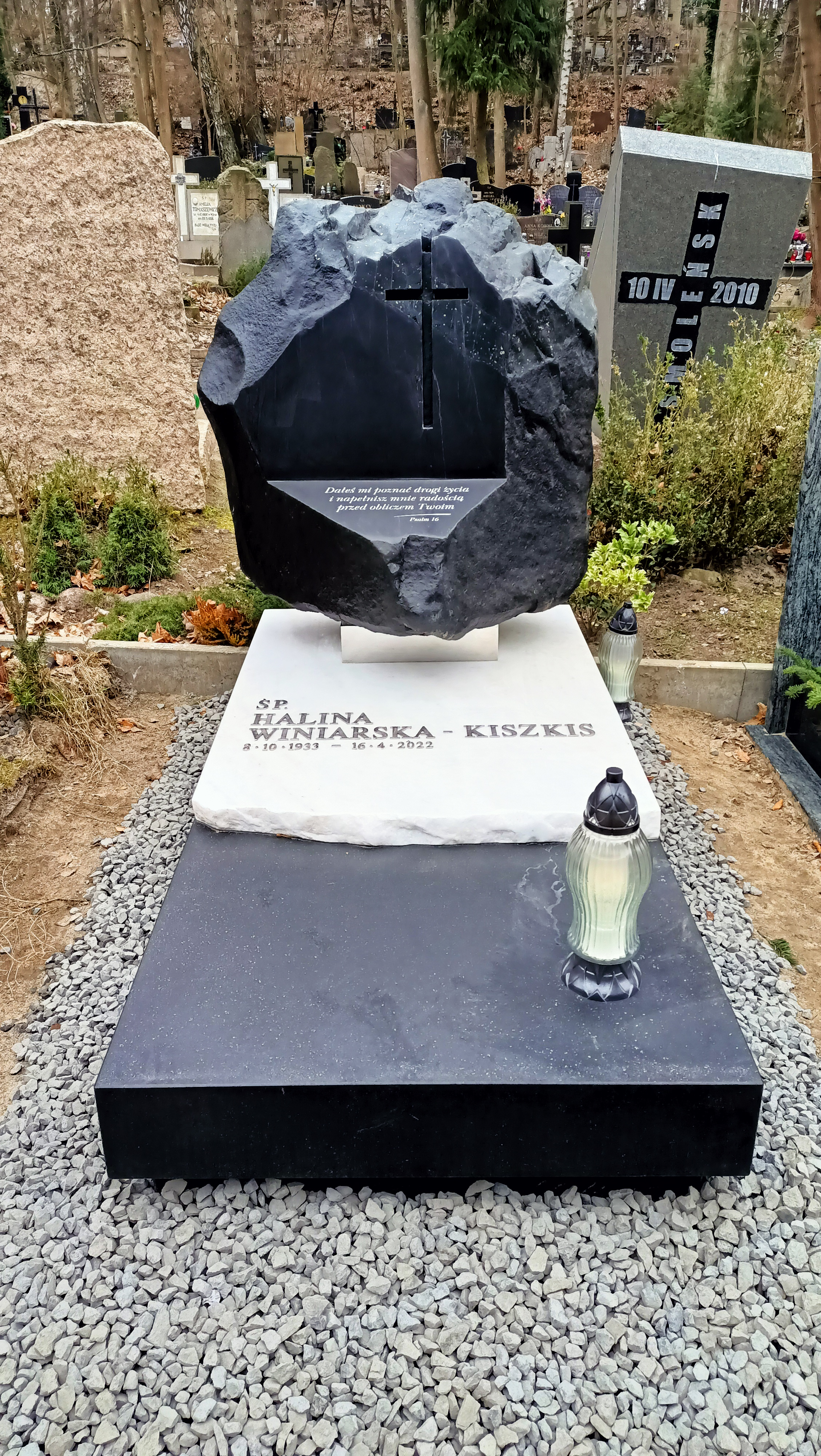
Grób Haliny Winiarskiej-Kiszkis na cmentarzu Srebrzysko w Gdańsku

## Filmografia
- 1971: Seksolatki − dyrektorka technikum hotelarskiego
- 1976: Zagrożenie − Maria Kamińska
- 1976: Blizna − żona Bednarza
- 1977: Granica − Biecka, matka Elżbiety
- 1979: Po drodze − Wanda Sierańska, kuzynka Barbary
- 1988: Jemioła − Zofia Wilkońska
- 1988: Dziewczyna z hotelu Excelsior − kierowniczka czytelni
- 1991: Odjazd − Augusta Baumler, matka Hildy
- 1993: Pora na czarownice − Witkowska, ciotka Joli
- 1995: Odjazd − Augusta Baumler, matka Hildy (odc. 2 i 3)
- 1995: Awantura o Basię − gospodyni nad morzem
- 1996: Awantura o Basię − gospodyni nad morzem (odc. 12 i 13)
- 1997: Cudze szczęście − sąsiadka
- 2001: Garderoba damska − Zofia Olszewska

## Ordery i odznaczenia
- Krzyż Oficerski Orderu Odrodzenia Polski (28 kwietnia 1997)[6]
- Krzyż Wolności i Solidarności (21 stycznia 2013)[7]
- Złoty Krzyż Zasługi (1973)
- Medal 30-lecia Polski Ludowej (1975)
- Srebrny Medal „Zasłużony Kulturze Gloria Artis” (21 marca 2007)[8]
- Odznaka „Zasłużony Działacz Kultury” (1973)
- Odznaka honorowa „Zasłużonym Ziemi Gdańskiej” (1976)

## Nagrody i wyróżnienia
- Nagroda Ministra Kultury i Sztuki III stopnia za rolę Molly w spektaklu Ulisses według Jamesa Joyce’a w Teatrze Wybrzeże w Gdańsku (1971)
- Nagroda na I Kaliskich Spotkaniach Teatralnych w Kaliszu za role Eweliny Corelli w Człowieku z budki suflera Tadeusza Rittnera w reż. Marii Straszewskiej oraz Róży w Ocaleniu Ireny Kubickiej i Alicji Zatrybówny w reż. Marka Okopińskiego w Teatrze Ziemi Lubuskiej w Zielonej Górze (1961)
- Nagroda na II KST w Kaliszu za rolę Anżeliki w spektaklu Przedziwny kochanek Pierre’a Corneille’a w Teatrze Ziemi Lubuskiej w Zielonej Górze (1962)
- Nagroda na XI Festiwalu Teatrów Polski Północnej w Toruniu za rolę Damy w spektaklu Ostatnie dobranoc Armstronga Johna Ardena w Teatrze Wybrzeże w Gdańsku (1969)
- „Order Stańczyka” nagroda miesięcznika „Litery” (1970)
- Nagroda im. Iwo Galla (1971)
- Nagroda na XIII FTPP w Toruniu za rolę tytułową w spektaklu Maleńka Alicja Edwarda Albee w Teatrze Wybrzeże w Gdańsku (1971)
- Nagroda na XV FTPP w Toruniu za rolę tytułową w przedstawieniu Helena Eurypidesa w Teatrze Wybrzeże w Gdańsku (1973)
- Nagroda Komitetu do Spraw Radia i Telewizji za kreacje aktorskie w programach telewizyjnych (1974)
- Nagroda na XXV KST w Kaliszu za rolę Raniewskiej w spektaklu Wiśniowym sad Antona Czechowa w Teatrze Wybrzeże w Gdańsku (1985)
- Nagroda jury na XXVIII FTPP za rolę Temidy w Prometeuszu Jerzego Andrzejewskiego w Teatrze Dramatycznym im. Aleksandra Węgierki w Białymstoku (1986)
- Złoty Wawrzyn Grzymały (1989)
- Nagroda aktorska I stopnia i Bursztynowy Pierścień Wikenhausera na XXIX OPTMF w Szczecinie za rolę Pastora w spektaklu Godzina kota Pera O. Enquista w reż. Krzysztofa Babickiego w Teatrze Wybrzeże w Gdańsku (1994)
- Nagroda Marszałka Województwa Pomorskiego za całokształt twórczości aktorskiej z okazji 50-lecia pracy artystycznej (2003)
- Nagroda Prezydenta Miasta Gdańska w Dziedzinie Kultury z okazji jubileuszu 50-lecia twórczości scenicznej (2003)[9]
- Nagroda na V Festiwalu Teatru Polskiego Radia i Teatru Telewizji Polskiej „Dwa teatry” w Sopocie za rolę Wandy w słuchowisku Ulica sieroca Mieczysława Abramowicza (2005)
- Nagroda Prezydenta Miasta Gdańska w Dziedzinie Kultury za zaangażowanie i wkład w dzieło tworzenia gdańskiej kultury oraz z okazji jubileuszu 50-lecia Gdańskiego Seminarium Duchownego (2007)[9]
- Pomorska Nagroda Artystyczna za wybitne zasługi dla pomorskiej kultury (2010)
- Nagrody Prezydenta Miasta Gdańska „Neptuny” (2012)[10]
- Nagroda Prezydenta Miasta Gdańska w Dziedzinie Kultury za całokształt pracy artystycznej, w tym za wybitny wkład w tworzenie gdańskiej sceny teatralnej (2013)[9]
- Nagroda Prezydenta Miasta Gdańska w Dziedzinie Kultury z okazji jubileuszu 70-lecia działalności artystycznej i 50-lecia obecności Teatru Wybrzeże w Gdańsku, z podziękowaniem za wiele lat twórczej pracy na gdańskiej scenie dramatycznej (2016)[9]
- tytuł Honorowego obywatela Gdańska (14 września 2020)[11]

## Upamiętnienie
- W 2019 jej wizerunek znalazł się na muralu „Kobiety Wolności” na stacji PKM Strzyża w Gdańsku[12].